# Lijst van voetbalinterlands Guatemala - Japan
Deze lijst van voetbalinterlands is een overzicht van alle officiële voetbalwedstrijden tussen de nationale teams van Guatemala en Japan. De landen hebben tot op heden twee keer tegen elkaar gespeeld. De eerste ontmoeting was een vriendschappelijke wedstrijd in Osaka op 7 september 2010. Het laatste duel, eveneens een vriendschappelijke wedstrijd, werd gespeeld op 6 september 2013 in Osaka.

## Wedstrijden
| № | Plaats | Datum            | Competitie        | Wedstrijd         | Uitslag |
| - | ------ | ---------------- | ----------------- | ----------------- | ------- |
| 1 | Osaka  | 7 september 2010 | Vriendschappelijk | Japan − Guatemala | 2 − 1   |
| 2 | Osaka  | 6 september 2013 | Vriendschappelijk | Japan − Guatemala | 3 − 0   |

## Samenvatting
| Competitie        | Totaal gespeeld | Winst Guatemala | Gelijk | Winst Japan | Doelsaldo Guatemala – Japan |
| ----------------- | --------------- | --------------- | ------ | ----------- | --------------------------- |
| Vriendschappelijk | 2               | 0               | 0      | 2           | 1 − 5                       |
| Totaal            | 2               | 0               | 0      | 2           | 1 – 5                       |

FNFG · A-internationals · Selecties · Guatemalteeks vrouwenelftal
1920 – 1949 ·
1950 – 1969 ·
1970 – 1979 ·
1980 – 1989 ·
1990 – 1999 ·
2000 – 2009 ·
2010 – 2019 ·
2020 − 2029
1921 · 
1922 · 
1923 · 
1923–1929 · 
1930 · 
1931–1934 · 
1935 · 
1935–1942 · 
1943 · 
1944 · 1945 · 
1946 · 
1947 · 
1948 · 
1949 · 
1950 · 
1941 · 1942 · 
1953 · 
1954 · 
1955 · 
1956 · 
1957 · 
1958 · 1959 · 
1960 · 
1961 · 1962 · 
1963 · 
1964 · 
1965 · 
1966 · 
1967 · 
1968 · 
1969 · 
1970 · 
1971 · 
1972 · 
1973 · 
1974 · 
1975 · 
1976 · 
1977 · 
1978 · 1979 · 
1980 · 
1981 · 1982 · 
1983 · 
1984 · 
1985 · 
1986 · 
1987 · 
1988 · 
1989 · 
1990 · 
1991 · 
1992 · 
1993 · 1994 · 
1995 · 
1996 · 
1997 · 
1998 · 
1999 · 
2000 · 
2001 · 
2002 · 
2003 · 
2004 · 
2005 · 
2006 · 
2007 · 
2008 · 
2009 · 
2010 · 
2011 · 
2012 · 
2013 · 
2014 ·
2015 ·
2016 ·
2017 ·
2018 ·
2019 ·
2020 ·
2021 ·
2022 ·
2023 ·
2024
Anguilla ·
Antigua en Barbuda ·
Argentinië ·
Armenië ·
Barbados ·
Belize ·
Bermuda ·
Bolivia ·
Brazilië ·
Britse Maagdeneilanden ·
Canada ·
Chili ·
Colombia ·
Costa Rica ·
Cuba ·
Curaçao ·
Dominica ·
Dominicaanse Republiek ·
Ecuador ·
El Salvador ·
Grenada ·
Guyana ·
Haïti ·
Honduras ·
IJsland ·
Iran ·
Israël ·
Jamaica ·
Japan ·
Mexico ·
Nederlandse Antillen ·
Nicaragua ·
Noorwegen ·
Panama ·
Paraguay ·
Peru ·
Polen ·
Puerto Rico ·
Qatar ·
Saint Lucia ·
Saint Vincent en de Grenadines ·
Slowakije ·
Sovjet-Unie ·
Suriname ·
Trinidad en Tobago ·
Uruguay ·
Venezuela ·
Verenigde Staten ·
Zuid-Afrika ·
Zuid-Korea
JFA · A-Internationals · Selecties · Bondscoaches · Statistieken · Olympisch elftal · Japans vrouwenelftal · Japan U21 · Japan U20 · Japan U19 · Japan U18 · Japan U17
1910 – 1949 · 
1950 – 1959 · 
1960 – 1969 · 
1970 – 1979 · 
1980 – 1989 · 
1990 – 1999 · 
2000 – 2009 · 
2010 – 2019 · 
2020 – 2029
CC 1995 · 
CC 2001 · 
CC 2003 · 
CC 2005
WK 1998 · 
WK 2002 · 
WK 2006 · 
WK 2010 · 
WK 2014 · 
WK 2018
OS 1936 · 
OS 1956 ·
OS 1964 · 
OS 1968 · 
OS 1996 ·
OS 2000 ·
OS 2004 ·
OS 2008 ·
OS 2012 ·
OS 2016 ·
OS 2020
1917 · 
1918 · 1919 · 
1921 · 
1922 · 
1923 · 
1924 · 
1925 · 
1926 · 
1927 · 
1928 · 1929 · 
1930 · 
1931 · 1932 · 1933 · 
1934 · 
1935 · 
1936 · 
1937 · 1938 · 
1939 · 
1940 · 
1941 · 
1942 · 
1943 – 1950 · 
1951 · 
1952 · 1953 · 
1954 · 
1955 · 
1956 · 
1957 · 
1958 · 
1959 · 
1960 · 
1961 · 
1962 · 
1963 · 
1964 · 
1965 · 
1966 · 
1967 · 
1968 · 
1969 · 
1970 · 
1971 · 
1972 · 
1973 · 
1974 · 
1975 · 
1976 · 
1977 · 
1978 · 
1979 · 
1980 · 
1981 · 
1982 · 
1983 · 
1984 · 
1985 · 
1986 · 
1987 · 
1988 · 
1989 · 
1990 · 
1991 · 
1992 · 
1993 · 
1994 · 
1995 · 
1996 · 
1997 · 
1998 · 
1999 · 
2000 · 
2001 · 
2002 · 
2003 · 
2004 · 
2005 · 
2006 · 
2007 · 
2008 · 
2009 · 
2010 · 
2011 · 
2012 · 
2013 · 
2014 · 
2015 ·
2016 ·
2017 ·
2018 ·
2019 ·
2020 ·
2021 ·
2022
Afghanistan ·
Angola ·
Argentinië ·
Australië ·
Azerbeidzjan · 
Bahrein ·
Bangladesh ·
België ·
Bolivia ·
Bosnië en Herzegovina ·
Brazilië ·
Brunei ·
Bulgarije ·
Cambodja ·
Canada ·
Chili ·
China ·
Colombia ·
Costa Rica ·
Cyprus ·
Denemarken ·
Duitsland ·
Ecuador ·
Egypte ·
El Salvador ·
Engeland ·
Filipijnen ·
Finland ·
Frankrijk ·
Ghana ·
Griekenland ·
Guatemala ·
Haïti ·
Honduras ·
Hongarije ·
Hongkong ·
IJsland ·
India ·
Indonesië ·
Irak ·
Iran ·
Israël ·
Italië ·
Ivoorkust ·
Jamaica ·
Jemen ·
Joegoslavië ·
Jordanië ·
Kameroen ·
Kazachstan ·
Kirgizië ·
Koeweit ·
Kroatië ·
Letland ·
Luxemburg ·
Macau ·
Maleisië ·
Mali ·
Malta ·
Mexico ·
Mongolië ·
Montenegro ·
Myanmar ·
Nederland ·
Nepal ·
Nieuw-Zeeland ·
Nigeria ·
Noord-Korea ·
Noorwegen ·
Oekraïne ·
Oezbekistan ·
Oman ·
Oostenrijk ·
Pakistan ·
Palestina ·
Panama ·
Paraguay ·
Peru ·
Polen ·
Qatar ·
Roemenië ·
Rusland ·
Saoedi-Arabië ·
Schotland ·
Senegal ·
Servië ·
Servië en Montenegro ·
Singapore ·
Slowakije ·
Sovjet-Unie ·
Spanje ·
Sri Lanka ·
Syrië ·
Tadzjikistan ·
Taiwan ·
Thailand ·
Togo ·
Trinidad en Tobago ·
Tsjechië ·
Tunesië ·
Turkije ·
Turkmenistan ·
Uruguay ·
Venezuela ·
Verenigde Arabische Emiraten ·
Verenigde Staten ·
Vietnam ·
Wales ·
Wit-Rusland ·
Zambia ·
Zuid-Afrika ·
Zuid-Jemen ·
Zuid-Korea ·
Zuid-Vietnam ·
Zweden ·
Zwitserland
Australië (2006) · 
Brazilië (2006) · 
België (2018) · 
Colombia (2014) · 
Colombia (2018) ·
Denemarken (2010) ·
Duitsland (2022) · 
Frankrijk (2001) · 
Griekenland (2014) · 
Ivoorkust (2014) · 
Kameroen (2010) · 
Kroatië (2006) · 
Nederland (2010) ·
Polen (2018) ·
Senegal (2018) ·
Spanje (2022)